# Sauropodomorfs
Els sauropodomorfs (Sauropodomorpha) constitueixen un subordre de dinosaures saurisquis. Eren dinosaures quadrúpdes, herbívors i es caracteritzaven pels seus llargs colls i cues. Habitaven entre arbres, pastures i qualsevol lloc on hi hagués abundant vegetació. Entre els sauropodomorfs es troben els animals terrestres més grossos que hagin existit com Argentinosaurus o Ultrasauros. Aquest subordre es divideix en dos infraordres: els prosauròpodes i els sauròpodes.

## Taxonomia
Taxonomia dels sauropodomorfs segons Benton, 2004.
- Subordre Sauropodomorpha
  - Panphagia[2]
  - Saturnalia?
  - Thecodontosaurus
  - Infraordre Prosauropoda
    - Família Massospondylidae
    - Família Plateosauridae
    - Família Riojasauridae

  - Infraordre Sauropoda
    - Família Vulcanodontidae
    - Família Omeisauridae
    - Divisió Neosauropoda
      - Família Cetiosauridae
      - Família Diplodocidae
      - Subdivisió Macronaria
        - Família Camarasauridae
        - Infradivisió Titanosauriformes
          - Família Brachiosauridae
          - Cohort Somphospondyli
            - Família Euhelopodidae
            - Família Titanosauridae

### Cladograma
El cladograma que continua és el que es presenta a la segona edició de The Dinosauria simplificat.
|  | ?Anchisauridae    |
|  |                   |
|  | ?Melanorosauridae |
|  |                   |

|  | Massospondylidae |
|  |                  |
|  | Yunnanosauridae  |
|  |                  |
|  | Plateosauridae   |
|  |                  |

|  | ?Anchisauridae    |
|  |                   |
|  | ?Melanorosauridae |
|  |                   |

|  | Massospondylidae |
|  |                  |
|  | Yunnanosauridae  |
|  |                  |
|  | Plateosauridae   |
|  |                  |

|            | Diplodocoidea                                                    |
|            |                                                                  |
| Macronaria | \| \| Brachiosauridae \| \| \| \| \| \| Titanosauria \| \| \| \| |
|            | \| \| Brachiosauridae \| \| \| \| \| \| Titanosauria \| \| \| \| |
|            | Brachiosauridae                                                  |
|            |                                                                  |
|            | Titanosauria                                                     |
|            |                                                                  |

|  | Brachiosauridae |
|  |                 |
|  | Titanosauria    |
|  |                 |

|            | Diplodocoidea                                                    |
|            |                                                                  |
| Macronaria | \| \| Brachiosauridae \| \| \| \| \| \| Titanosauria \| \| \| \| |
|            | \| \| Brachiosauridae \| \| \| \| \| \| Titanosauria \| \| \| \| |
|            | Brachiosauridae                                                  |
|            |                                                                  |
|            | Titanosauria                                                     |
|            |                                                                  |

|  | Brachiosauridae |
|  |                 |
|  | Titanosauria    |
|  |                 |

|  | ?Anchisauridae    |
|  |                   |
|  | ?Melanorosauridae |
|  |                   |

|  | Massospondylidae |
|  |                  |
|  | Yunnanosauridae  |
|  |                  |
|  | Plateosauridae   |
|  |                  |

|  | ?Anchisauridae    |
|  |                   |
|  | ?Melanorosauridae |
|  |                   |

|  | Massospondylidae |
|  |                  |
|  | Yunnanosauridae  |
|  |                  |
|  | Plateosauridae   |
|  |                  |

|            | Diplodocoidea                                                    |
|            |                                                                  |
| Macronaria | \| \| Brachiosauridae \| \| \| \| \| \| Titanosauria \| \| \| \| |
|            | \| \| Brachiosauridae \| \| \| \| \| \| Titanosauria \| \| \| \| |
|            | Brachiosauridae                                                  |
|            |                                                                  |
|            | Titanosauria                                                     |
|            |                                                                  |

|  | Brachiosauridae |
|  |                 |
|  | Titanosauria    |
|  |                 |

|            | Diplodocoidea                                                    |
|            |                                                                  |
| Macronaria | \| \| Brachiosauridae \| \| \| \| \| \| Titanosauria \| \| \| \| |
|            | \| \| Brachiosauridae \| \| \| \| \| \| Titanosauria \| \| \| \| |
|            | Brachiosauridae                                                  |
|            |                                                                  |
|            | Titanosauria                                                     |
|            |                                                                  |

|  | Brachiosauridae |
|  |                 |
|  | Titanosauria    |
|  |                 |